# إيوانيس كارامازاكيس
إيوانيس كارامازاكيس هو مبارز بالسيف يوناني، مثّل بلاده في الألعاب الأولمبية الصيفية 1948.

## روابط رياضية
إيوانيس كارامازاكيس على موقع أوليمبيديا (الإنجليزية)